# 花のように (セレーナの曲)
花のように（はなのように）、ないし、原題に準じてコモ・ラ・フロール（スペイン語: Como la Flor）は、メキシコ系アメリカ人の歌手セレーナによる楽曲。1992年5月に発表されたセレナのサードアルバム「エントレ・ア・ミ・ムンド」（Entre a Mi Mundo）に収録され、同年10月にシングルが発売された。
セレーナのアルバムとしては唯一日本盤が出ている『眠れない夜』にも収録されている。